# Harlaxton
Harlaxton is een klein civil parish in het graafschap Lincolnshire, Engeland. Het dorp heeft een kerk, postkantoor, dorpswinkel en een lagere school.
Harlaxton is het meest bekend als locatie van Harlaxton Manor.